# Beautiful Dangerous
"Beautiful Dangerous" é a terceira faixa e o terceiro single do álbum solo de estreia autointitulado pelo ex-Guns N' Roses e atual guitarrista do Velvet Revolver, Slash. Possui Fergie do Black Eyed Peas nos vocais. Durante uma entrevista, em que Slash falou de cada uma das faixas do seu álbum, ele declarou: "Eu penso que Fergie é provavelmente tão boa ou melhor cantora de rock do que ela é como cantora pop. Eu ouvi ela cantar Barracuda, e eu fiquei como... uau! Eu acabei fazendo alguns shows com ela, quando ela cantou Barracuda e Sweet Child O' Mine". Ela é um dos cantores de rock 'n' roll mais fenomenais, homem ou mulher, que eu já ouvi".
Slash disse ao The Sun: "A faixa começou como uma peça de música que eu tinha escrito como uma trilha para uma cena de bar de strip e isso me fez pensar nela [Fergie]. Eu sou um cara e não há nada mais sexy do que ver uma linda garota cantar rock 'n' roll. "
Apesar de não ser lançado inicialmente como um single oficial, a canção conseguiu pico no número 11 na parada de canções Heatseekers e número 58 no Canadian Hot 100.

## Posições
| Posições (2010)                  | Pico |
| -------------------------------- | ---- |
| U.S. Billboard Heatseekers Songs | 11   |
| Canadian Hot 100                 | 58   |
| República Tcheca                 | 64   |
| Alemanha                         | 90   |

## Video clipe
Em 27 de agosto, foi anunciado que o Slash estava filmando um videoclipe para a canção. Slash declarou que "[o] conceito é distorcido; ideia de Fergie."
O vídeo de "Beautiful Dangerous" estreou no Vevo em 28 de outubro de 2010.

## Créditos
- Slash - guitarra rítmica & solo
- Fergie - vocais
- Chris Chaney - baixo
- Josh Freese - bateria
- Lenny Castro - percussão
- Big Chris Flores - teclados, programação